# Хэтчбек

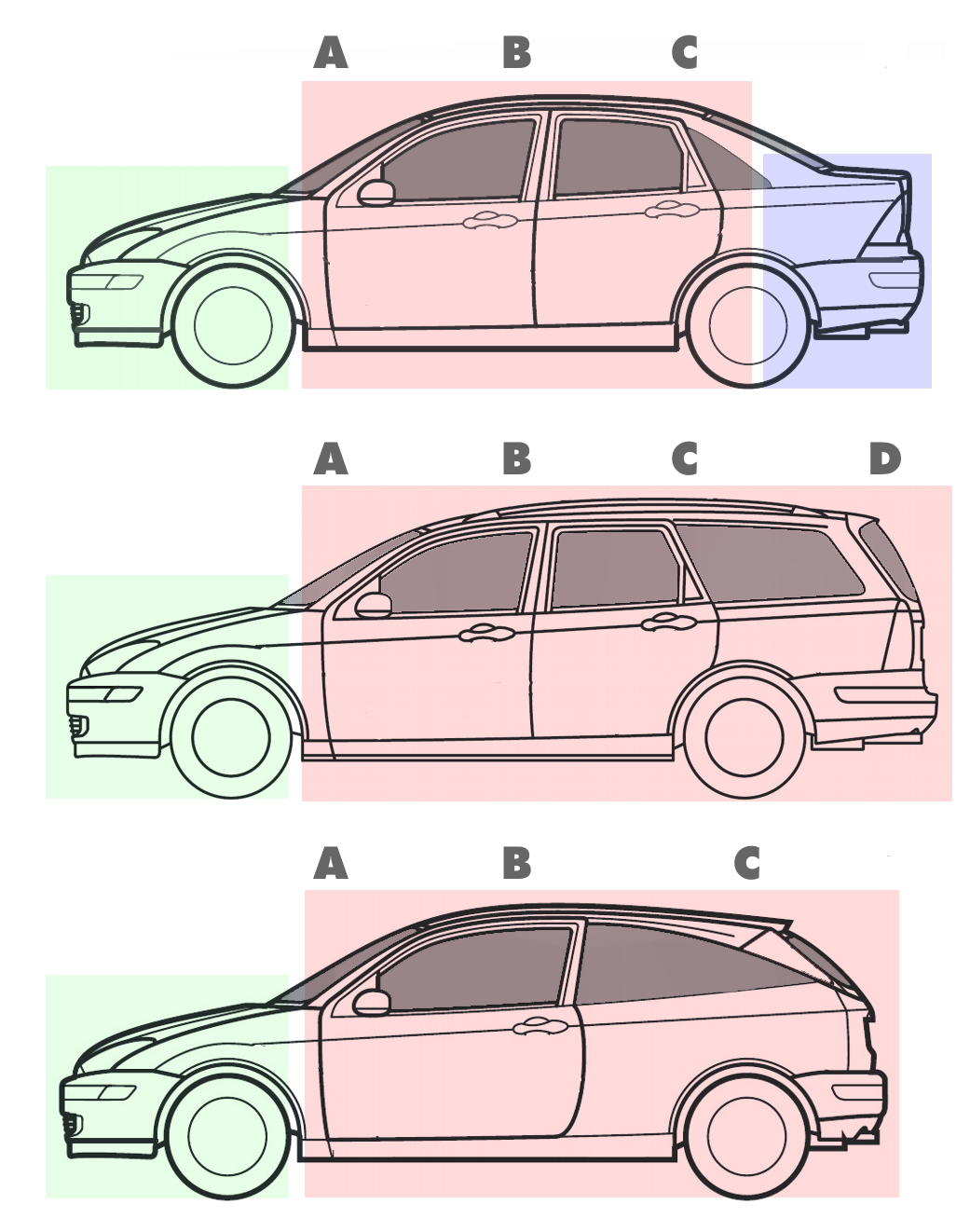
Сравнение седана, универсала и хетчбэка на примере модели Ford Focus

Хетчбэ́к, или хэ́тчбек (англ. hatchback от hatch — люк и back — сзади) — название кузова легкового автомобиля с одним или двумя рядами сидений, дверью в задней стенке и укороченным задним свесом.

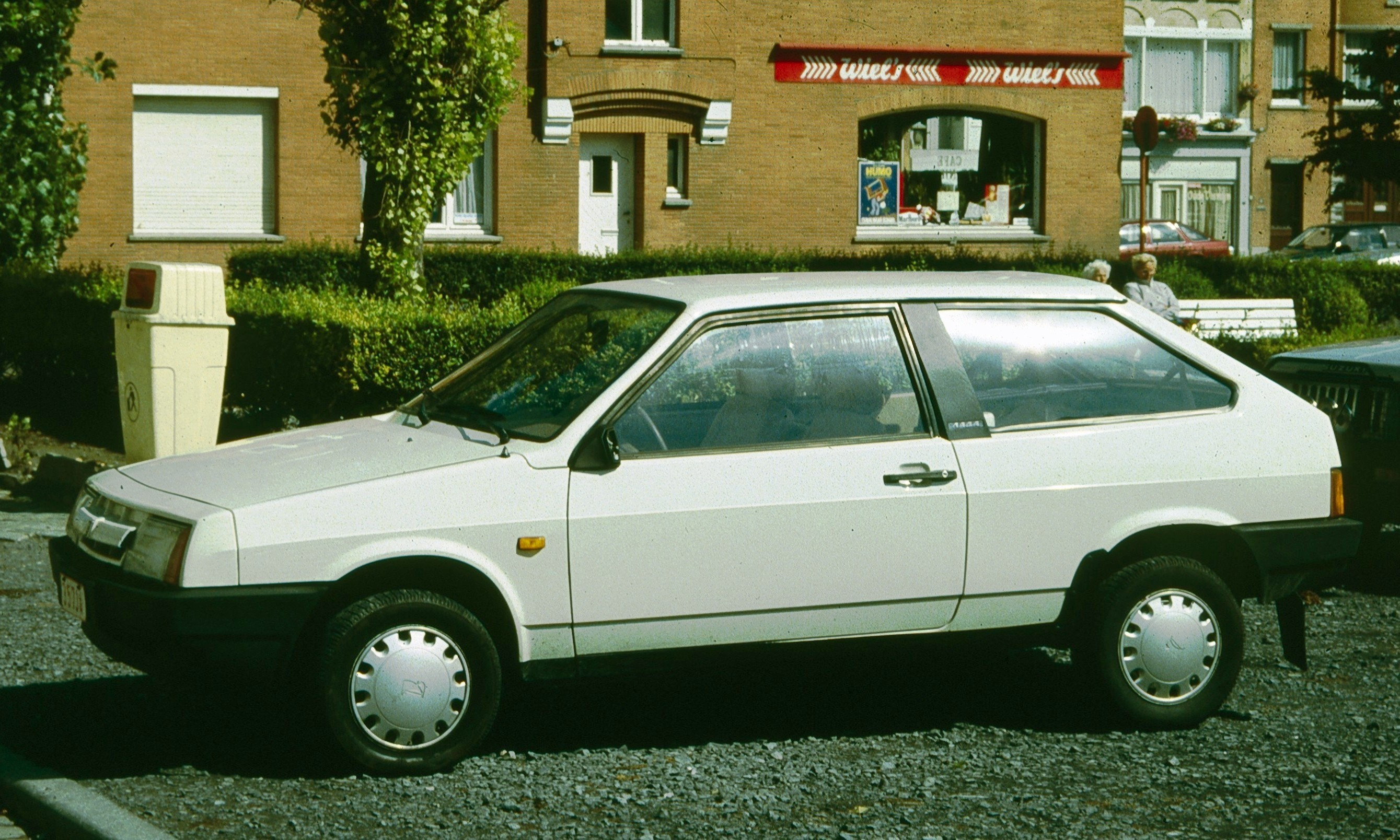
ВАЗ-2108 «Спутник» — это хетчбэк, так как его длина меньше по сравнению с седаном ВАЗ 21099

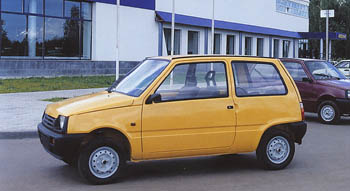
ВАЗ-1111 «Ока» — хетчбэк с вертикальной задней стенкой

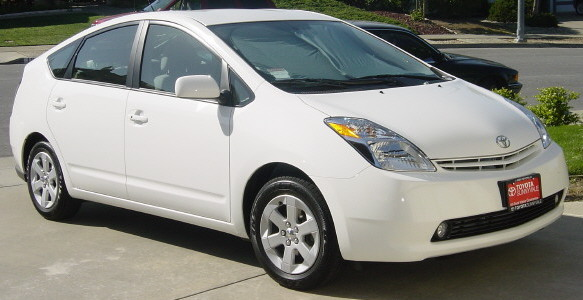
Toyota Prius NHW20 (2003), современный хетчбэк с формой кузова «каммбэк»

Название «хетчбэк» подразумевает укороченный по сравнению с седаном или универсалом задний свес кузова. Соответственно, от универсала хетчбэк отличается меньшим объёмом багажника и укороченным задним свесом. А хетчбэк с вертикальной задней стенкой кузова («Ока», Daewoo Matiz) от минивэна — меньшей высотой.
Например, версии автомобиля Lada Kalina с кузовами «универсал» и «хетчбэк» принципиально отличаются именно длиной заднего свеса, за счёт которой они имеют и различную общую длину.
Если задний свес автомобиля имеет такую же длину, как и у седана той же модели, то его тип кузова не может быть назван «хетчбэком». Например, Audi 100 Avant (на илл. ниже слева) — не хетчбэк, а скорее универсал (или лифтбек, см. ниже), так как имеет одинаковую с базовым седаном длину заднего свеса, хотя задняя стенка кузова у него покатая, что делает его похожим на хетчбэк — на самом деле это единственное, что их объединяет.
Как правило, на хетчбэке легче маневрировать в городских условиях, по сравнению с универсалом, из-за отсутствия громоздкого «хвоста». И при этом он имеет расширенную функциональность в отношении перевозки грузов по сравнению с седаном, благодаря наличию большой пятой двери, что облегчает загрузку и выгрузку крупногабаритного багажа. Платой за это оказывается объединение салона с багажником, что затрудняет прогрев салона системой отопления и способствует проникновению в него посторонних запахов из багажника, как и в универсале. Кроме того, при разложенном заднем сиденье объём багажника хетчбэка не намного больше, чем у седана (а часто и меньше), преимущество в грузоподъёмности проявляется лишь при сложенном или демонтированном заднем ряде сидений. Именно поэтому хетчбэк позиционируется обычно в качестве «семейного» автомобиля, позволяющего лишь при необходимости перевозить крупный груз, который удобно грузить через проём задней двери; для постоянной эксплуатации в качестве грузопассажирского автомобиля большинство из них непригодны и неудобны.

## Варианты кузова

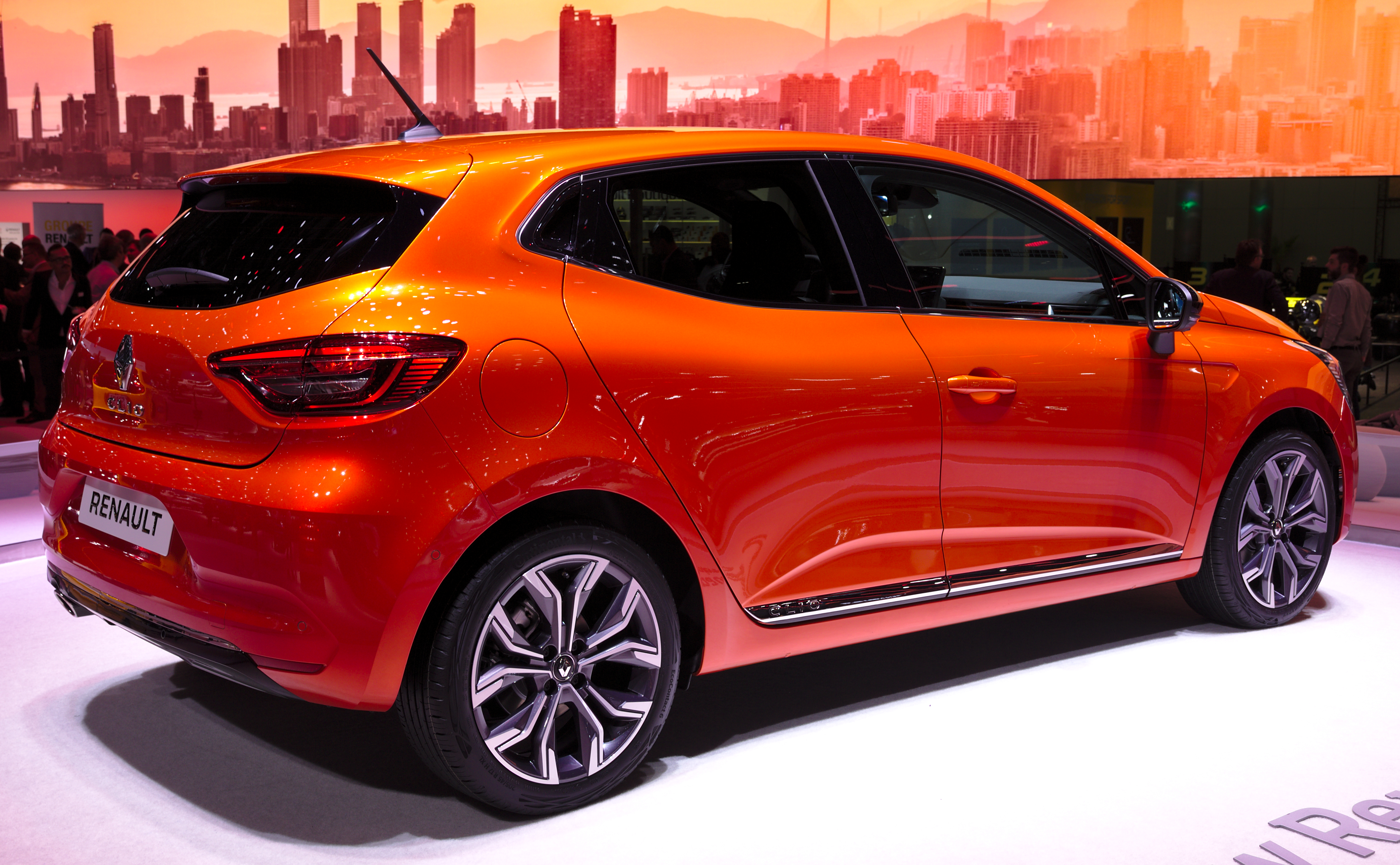
Renault Clio — хетчбэк с вертикальной задней стенкой кузова

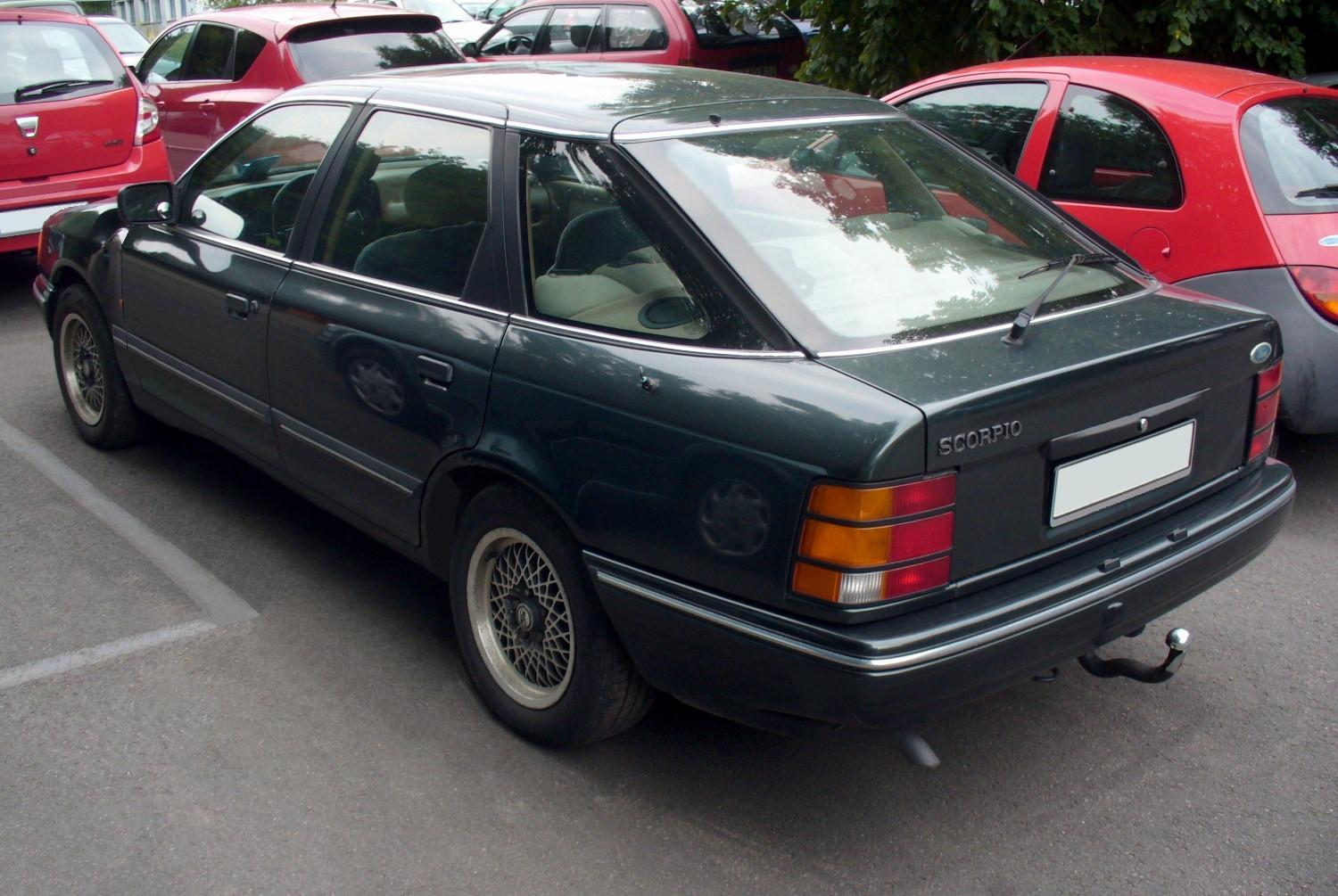
Ford Scorpio Mk. I Hatchback имел формально трёхобъёмный кузов, но длина его заднего свеса меньше, чем у седана или универсала той же модели, и это всё же хетчбэк

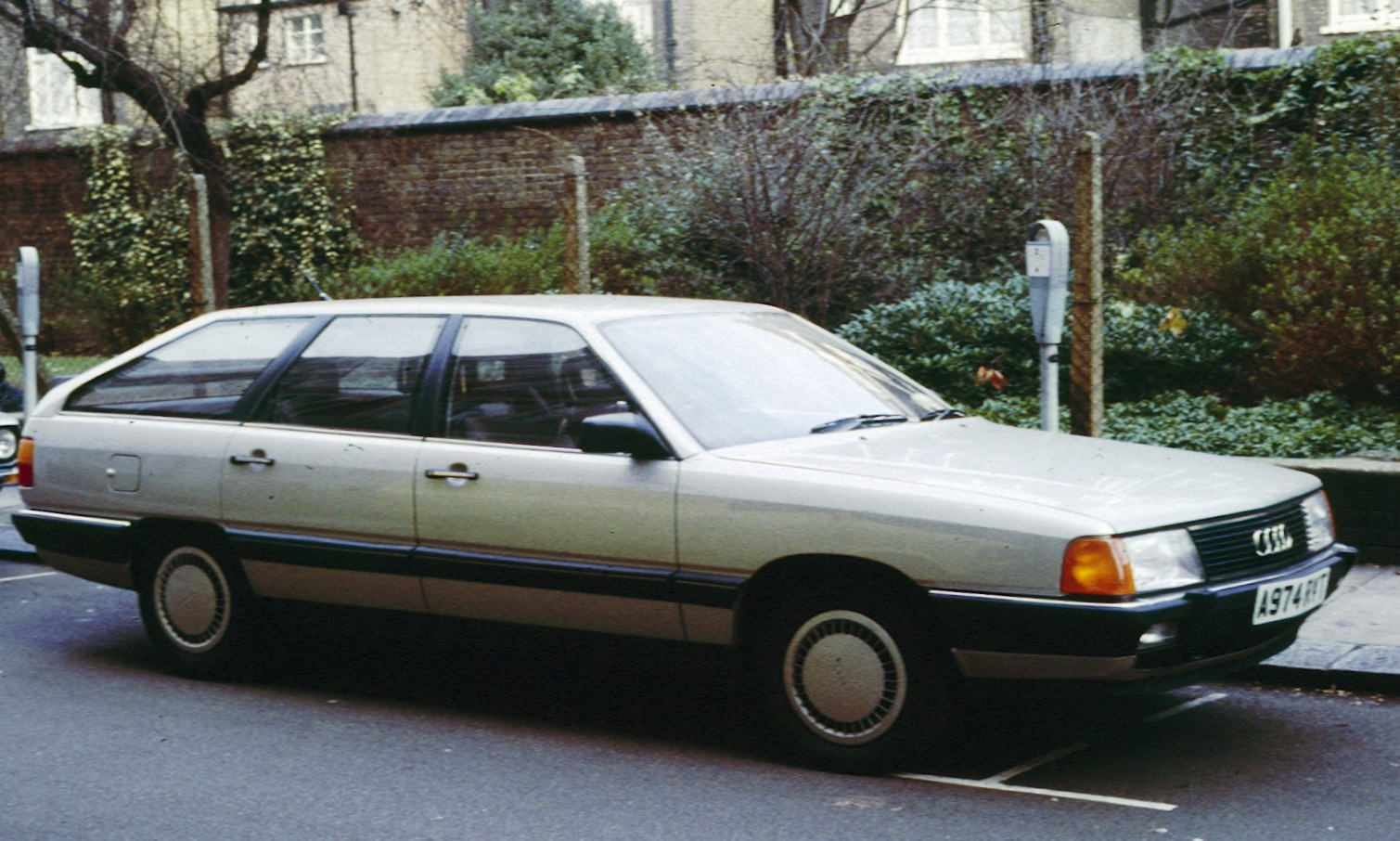
Audi 100 Avant — не хетчбэк, а универсал, так как имеет длинный, как у седана, задний свес; мог бы быть назван и лифтбеком (см. ниже)

Обычно хетчбэк имеет покатую линию крыши, напоминающую фастбек (считать ли этот кузов разновидностью последнего или нет — предмет дискуссии), именно такие автомобили изначально назывались хетчбэками — Renault 16, ВАЗ-2108, Москвич-2141 и другие.
Однако впоследствии хетчбэки-фастбеки с покатой задней стенкой оказались существенно потеснены хетчбэками-каммбэками, с резко «обрубленной» задней частью и вертикальной задней стенкой кузова, что позволяет увеличить объём багажного отсека, а также, как оказалось, улучшает аэродинамику автомобиля и его устойчивость на трассе за счёт возникающей на высокой скорости аэродинамической силы, прижимающей автомобиль к дорожному покрытию и этим улучшающей сцепление его колёс с дорогой. Примерами хетчбэков с такой формой кузова могут служить «Ока», Daewoo Matiz и Nissan Almera N16. В этом случае хетчбэк из-за вертикальной задней стенки кузова похож на универсал, у которого укорочен до предела задний свес.
Кузов хетчбэка может иметь и третий объём, часто — едва выраженный. Но задний свес при этом всё равно остаётся укороченным относительно седана (например, хетчбэк Ford Scorpio). В Европе такой кузов могут называть нотчбеком (в Северной Америке так называют любой трёхобъёмный кузов, в том числе и седаны).

## Лифтбэк

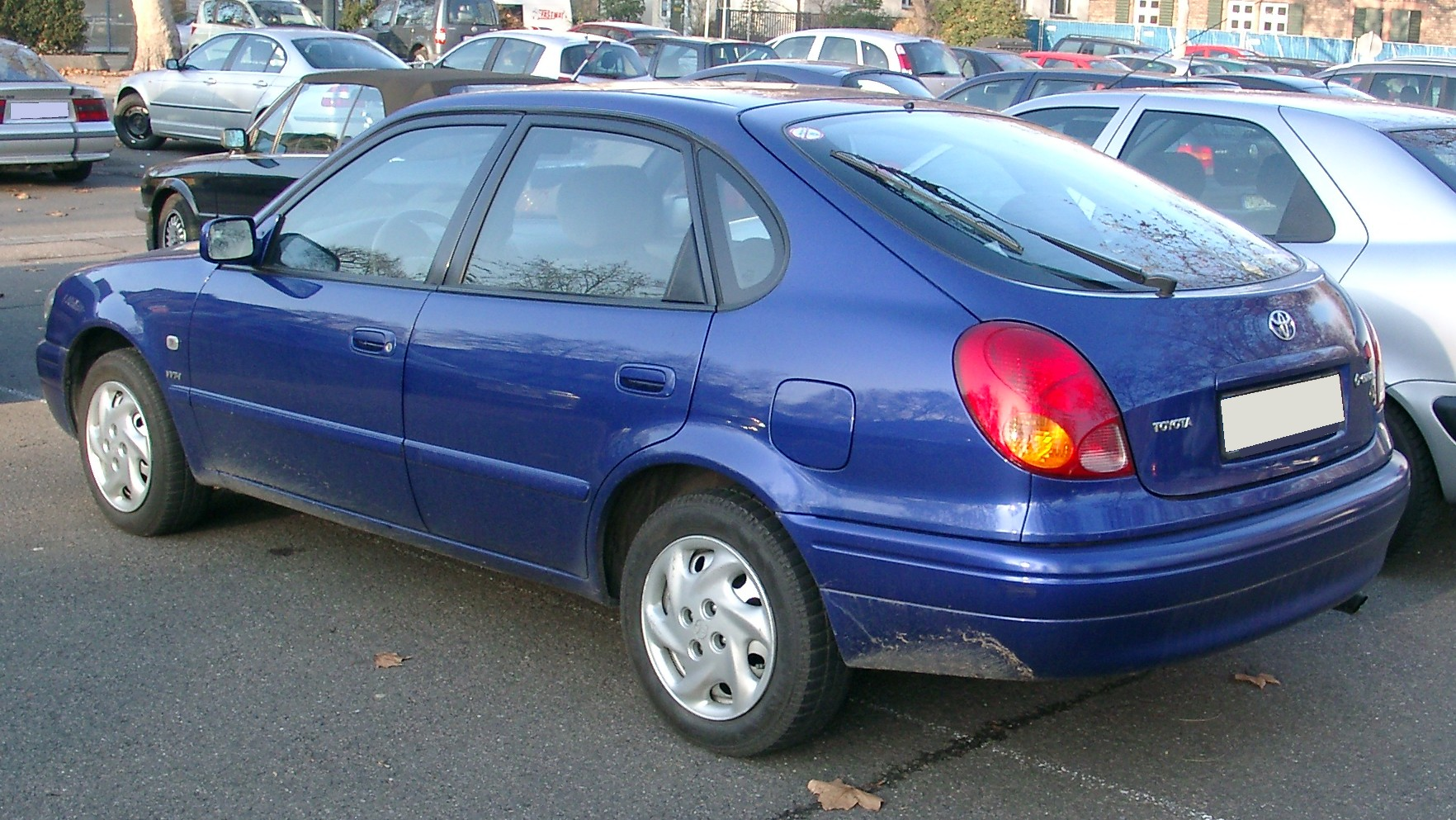
Toyota Corolla Liftback — пятидверный лифтбэк с двухобъёмным кузовом

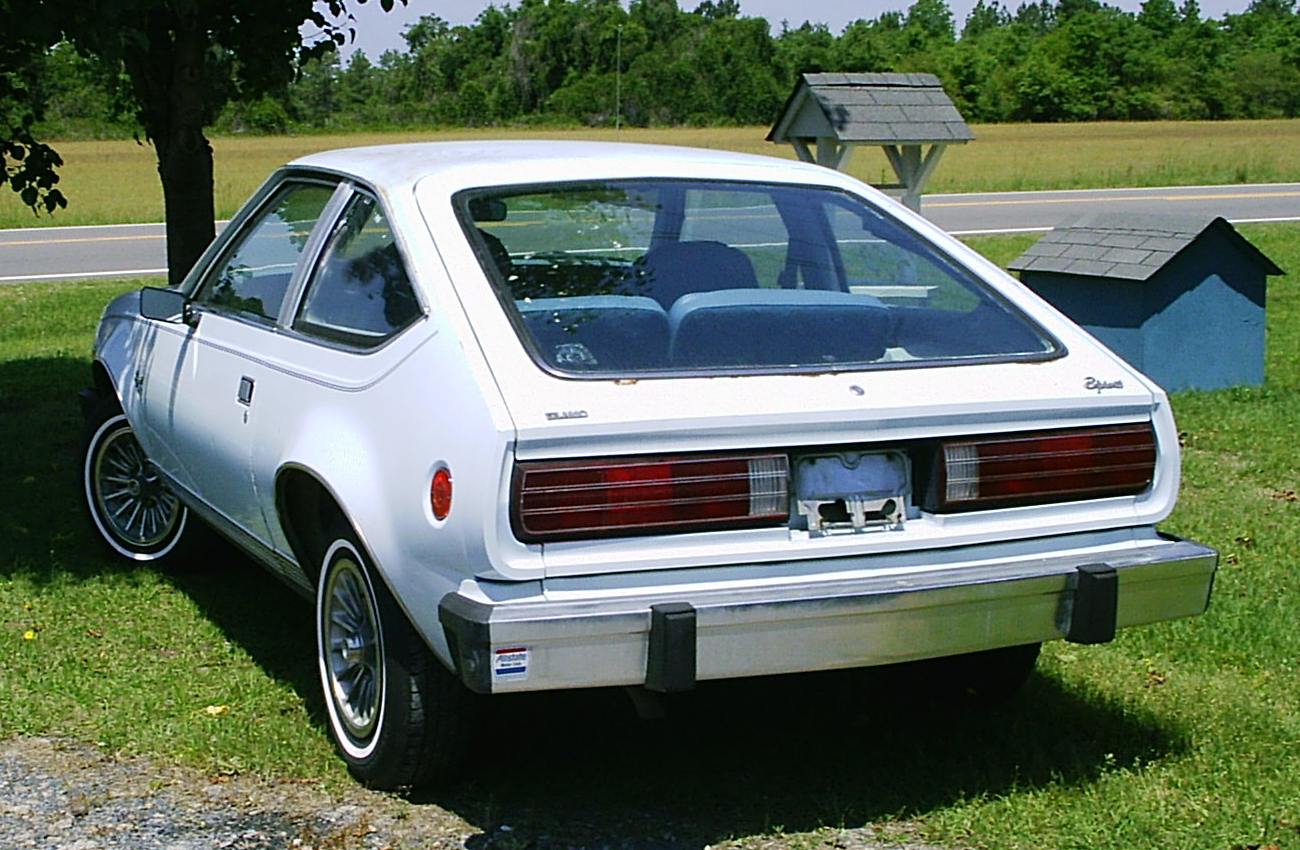
AMC Spirit — двухобъёмный трёхдверный лифтбэк

С хетчбэками нередко путают автомобили с близким к нему и достаточно редким типом кузова лифтбэк (от англ. liftback — поднимающаяся задняя часть). Особенность последнего — в более длинном заднем свесе, по длине которого лифтбэк соответствует седану или универсалу, но отличается от последнего покатой или ступенчатой задней стенкой кузова и менее выраженной ориентацией на перевозку грузов.

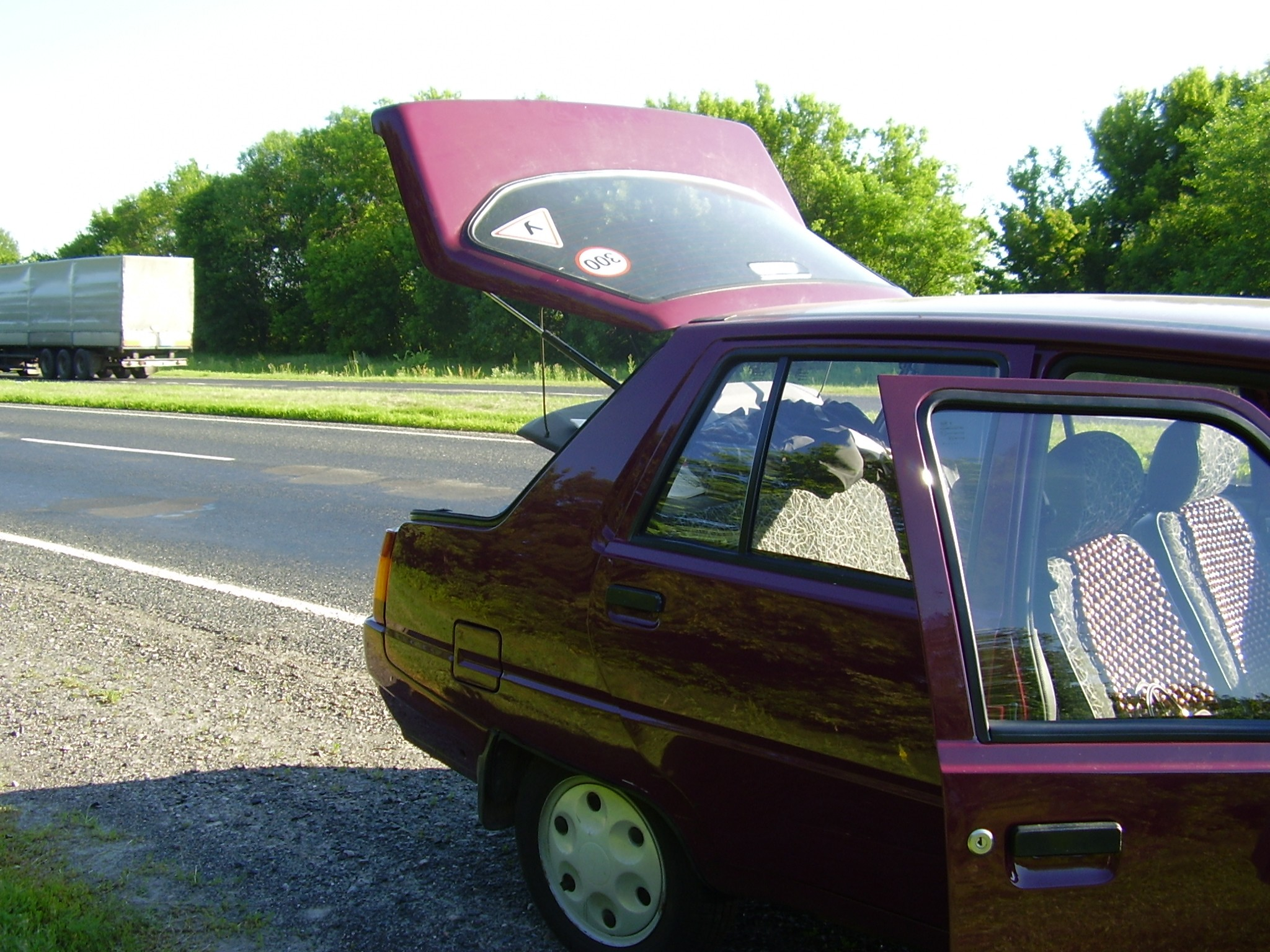
ЗАЗ-1103 «Славута», тип кузова — лифтбек со ступенчатой задней частью кузова (лифтбек-нотчбек)

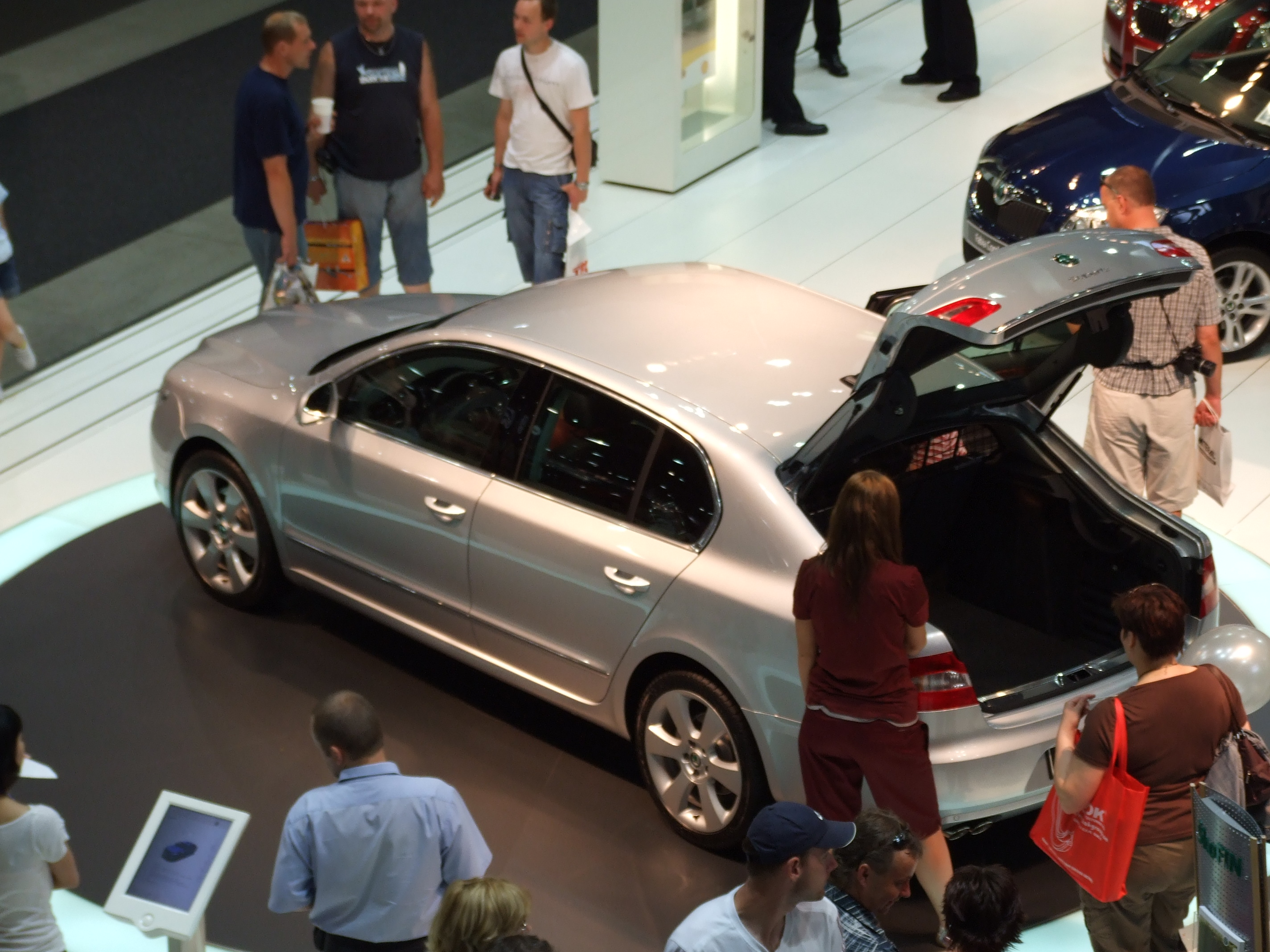
Skoda Superb выглядит как седан, но состоящая из двух секций пятая дверь позволяет открывать багажник и как у седана, и как у лифтбека

Вопреки распространённому на территории России и странах СНГ заблуждению, возникшему из-за того, что «Славута» в своё время была единственным массово распространённым и широко освещённым в прессе типом такого автомобиля на территории бывшего СССР, наличие двух или трёх визуальных объёмов не является определяющим признаком такого типа кузова, как лифтбэк, — таковым является именно длина заднего свеса вне зависимости от числа визуальных объёмов. К примеру, Toyota Corolla E11 выпускалась как в кузове пятидверный хетчбэк, так и в кузове пятидверный лифтбек. Лифтбек отличался более длинным задним свесом и, соответственно, сильнее наклоненной задней стенкой. В принципе, этот тип мог бы быть назван и универсалом, по аналогии с Audi 100 Avant поколения C3, но классический универсал с вертикальной пятой дверью на базе этой модели также выпускался, поэтому в данном случае для разделения трех типов кузовов они были названы хетчбэком, лифтбеком и универсалом. Большинство лифтбеков в исторической перспективе имели именно покатую заднюю стенку кузова без ступеньки, как, например, показанный на иллюстрации AMC Spirit.
Похожая ситуация случилась и с автомобилями семейства Lada Kalina и Lada Granta, производимыми АвтоВАЗом. До 2014 года в рамках этих семейств производились седаны, хетчбэки и универсалы, пока в мае 2014 года завод не объявил о выпуске Lada Granta Liftback — данная модель, в отличие от хетчбэка, имеет удлинённый задний свес, такой же, как и у седана.
Присвоение конкретной модели обозначения хетчбэка, универсала или лифтбека зачастую зависит от политики компании-производителя и конкретного рынка сбыта. В США, например, исторически более известен термин лифтбек, в то время как в России и странах СНГ он до недавних пор практически не употреблялся. Выпущенный в 1973 году обладавший всеми признаками лифтбека Иж-2125 получил имя «Комби», которое, впрочем, так и не стало нарицательным для данного типа кузова на постсоветском пространстве.
В наше время автомобили с таким кузовом предлагает, например, чешская «Шкода»: Škoda Octavia, Škoda Rapid и Škoda Superb. Внешне они похожи на седаны и имеют три визуальных объёма, но открывающаяся пятая дверь (у Superb поколения B6 состоявшая из двух секций) выдаёт в них типичные лифтбеки — именно такой тип кузова заявляется для них производителем на большинстве рынков. Тем не менее, на рынке России тип кузова этих автомобилей указывается производителем как хетчбэк, так как в России этот термин более привычен покупателям.